# Плохая девочка (песня)
«Плохая девочка» — песня, записанная российской поп-группой «Винтаж» при участии Елены Кориковой для их второго студийного альбома SEX. Песня написана Алексеем Романоф и Александром Сахаровым. Это первый сингл группы, возглавивший российский радиочарт, песня продержалась на первом месте две недели.

## Награды
| Год  | Награда                      | Категория    | Результат |
| ---- | ---------------------------- | ------------ | --------- |
| 2008 | MTV Russia Music Awards 2008 | Секс         | Победа    |
| 2009 | Премия Муз-ТВ 2009           | Лучшая песня | Номинация |
| 2009 | Премия Муз-ТВ 2009           | Лучший дуэт  | Номинация |

## Первый сингл и клип с альбома «SEX»
7 апреля 2008 года проходят съёмки клипа на новую песню группы «Плохая девочка», спетую дуэтом с актрисой Еленой Кориковой. 19 апреля клип появился на музыкальных каналах России, а 21 апреля прошла презентация клипа в клубе «The Most». 12 июня сингл занимает 3 место в TopHit 100 — единственном официальном российском радиочарте, песня становится самым удачным синглом группы. Позже «Плохая девочка» занимает первое место. Клип на песню начинают активно ротировать и по телевидению, и в итоге стал расти рейтинг группы. 29 октября группа выиграла в специальной номинации «Секс» на MTV Russia Music Awards 2008, успех вызван благодаря сексуально-откровенному клипу на песню «Плохая девочка», который стал одним из самых ротируемых на российских музыкальных каналах в 2008 году.

## Чарты
| Страна/территория (Чарт)                    | Высшая Позиция |
| ------------------------------------------- | -------------- |
| СНГ (Tophit Общий Топ-100)                  | 1              |
| Россия (Tophit Российский Топ-100)          | —              |
| Россия (Tophit Московский Топ-100)          | 6              |
| Россия (Tophit Санкт-Петербургский Топ-100) | 9              |
| Украина (Tophit Украинский Топ-100)         | 2              |